# Zorka Kremzar
Zorka Kremzar, rođena Grund (1900. - ?), bila je hrvatska filmska glumica. Kći je hrvatskog kazališnog i filmskog glumca i redatelja češkog podrijetla Arnošta Grunda i sestra Milade, koja je pak nastupala pod pseudonimom Milada Tana.
Zorka je nastupila 1919. u dva filma u produkciji "Prvog hrvatskog kinematografskog poduzeća Croatia" koja je režirao Alfred Grünhut: u filmu Vragoljanka tumačila je naslovnu ulogu, a u filmu Dvije sirote sporednu. Iz oba filma sačuvane su samo promotivne razglednice. Poslije joj se gubi trag, premda se prema nekim izvorima i kasnije bavila filmom.

## Filmografija

### Filmske uloge
- "Dvije sirote" (1919.) - sporedna uloga
- "Vragoljanka" (1919.) - glavna uloga[1]